# Andrea Henkel

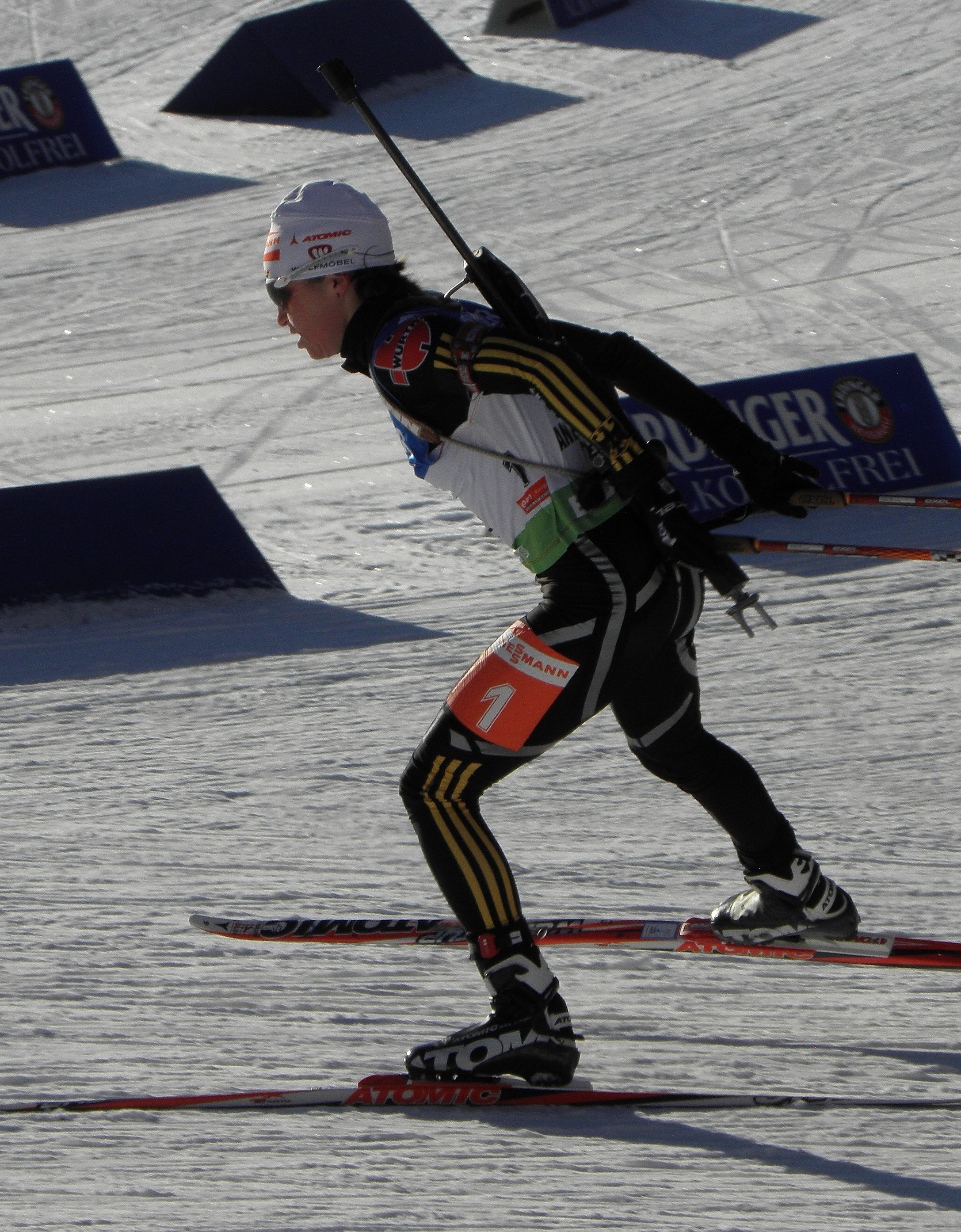
Henkel in 2010

Andrea Henkel (Ilmenau, 10 december 1977) is een Duits voormalig biatlete. Ze won twee gouden medailles op de Olympische Winterspelen 2002 in Salt Lake City: in de individuele proef over 15 km en als lid van de Duitse estafetteploeg. Bij de Olympische Winterspelen 2006 in Turijn won ze met de estafetteploeg zilver. In de individuele proef eindigde ze vierde.
In 2005 won ze goud op de individuele proef bij het wereldkampioenschap in Hochfilzen (Oostenrijk). Ze won ook driemaal zilver op wereldkampioenschappen met de Duitse estafetteploeg (in Oslo 2000, Pokljuka 2001 en Hochfilzen 2005).
Ze heeft vier wedstrijden voor de wereldbeker biatlon gewonnen (de Olympische Spelen en wereldkampioenschappen tellen ook mee voor de wereldbeker) [stand eind februari 2006].
Haar zuster, Manuela Henkel, is ook een Olympische kampioene in het langlaufen.

## Belangrijkste resultaten

### Wereldkampioenschappen
| Jaar | Plaats             | 15 km individueel | 7,5 km sprint | 10 km achtervolging | 12,5 km massastart | 3 x 6 km estafette |
| ---- | ------------------ | ----------------- | ------------- | ------------------- | ------------------ | ------------------ |
| 1999 | Kontiolahti / Oslo | 26e               | 12e           | 18e                 | 20e                |                    |
| 2000 | Oslo               | 40e               | 8e            | 5e                  | 16e                | Zilver             |
| 2001 | Pokljuka           | 9e                | 11e           | 5e                  |                    | Zilver             |
| 2003 | Chanty-Mansiejsk   | 16e               |               |                     |                    |                    |
| 2004 | Oberhof            | 26e               |               |                     |                    |                    |
| 2005 | Hochfilzen         | Goud              |               |                     | 7e                 | Zilver             |
| 2007 | Antholz            | 6e                | 23e           | 10e                 | Goud               | Goud               |
| 2008 | Oestersund         | 22e               | Goud          | Goud                | 22e                | Goud               |
| 2009 | Pyeongchang        | 10e               | 6d            | DSQ                 | 5e                 | Zilver             |
| 2011 | Chanty-Mansiejsk   |                   |               |                     |                    |                    |

### Olympische Spelen
| Jaar | Plaats         | 15 km individueel | 7,5 km sprint | 10 km achtervolging | 12,5 km massastart | 3 x 6 km estafette |
| ---- | -------------- | ----------------- | ------------- | ------------------- | ------------------ | ------------------ |
| 2002 | Salt Lake City | Goud              | 25e           | 13e                 |                    | Goud               |
| 2006 | Turijn         | 4e                |               |                     | 13e                | Zilver             |
| 2010 | Vancouver      | 6e                | 27e           | 10e                 | 9e                 | Brons              |

### Wereldbeker

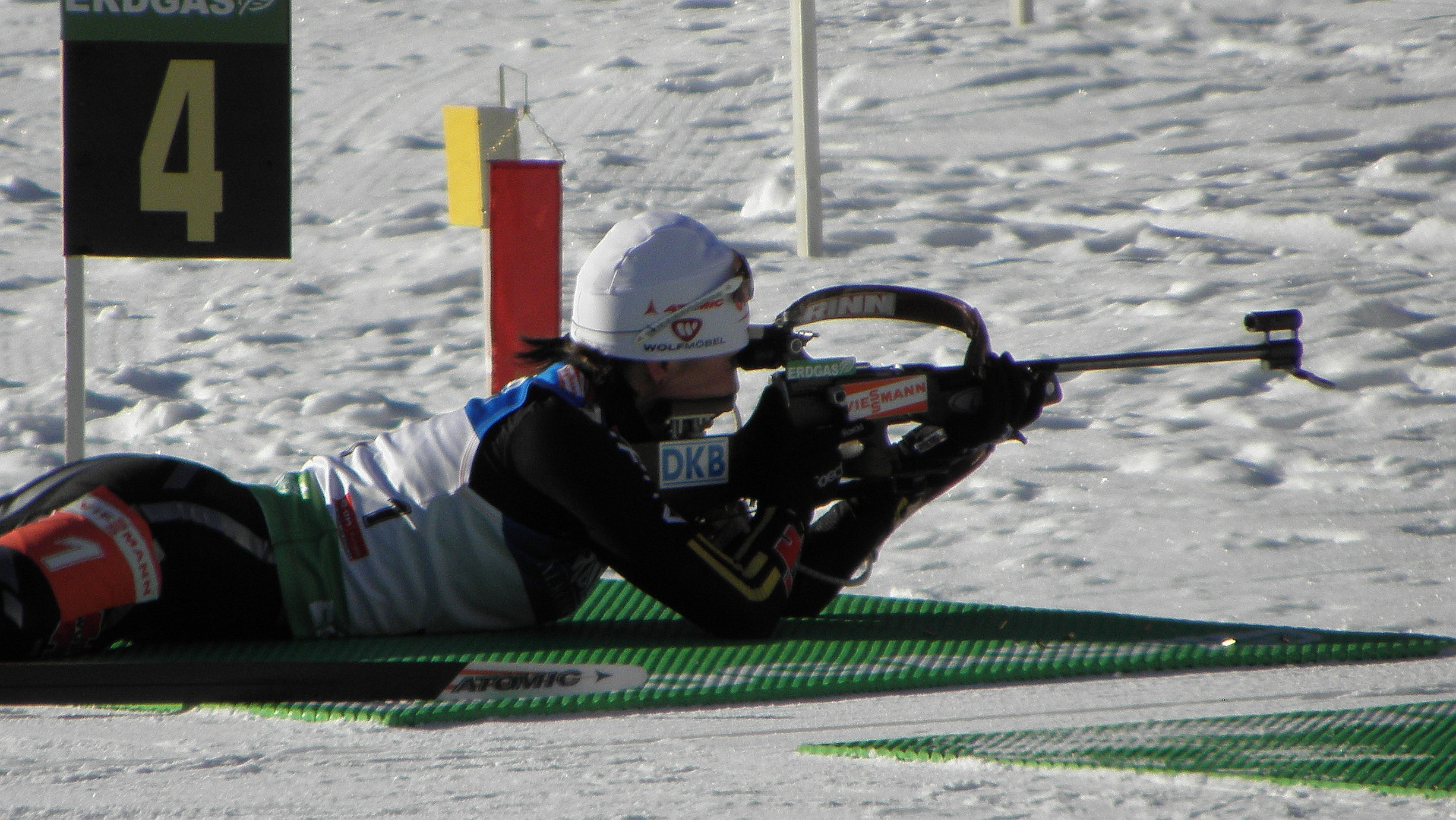
Henkel in 2010

Eindklasseringen
| Seizoen   | Algemeen | Individueel | Sprint | Achtervolging | Massastart |
| --------- | -------- | ----------- | ------ | ------------- | ---------- |
| 1998/1999 | 14e      |             |        |               |            |
| 1999/2000 | 5e       |             |        |               |            |
| 2000/2001 | 5e       |             |        |               |            |
| 2001/2002 | 13e      |             |        |               |            |
| 2002/2003 | 17e      |             |        |               |            |
| 2003/2004 | 29e      |             |        |               |            |
| 2004/2005 | 14e      |             |        |               |            |
| 2005/2006 | 7e       |             |        |               |            |
| 2006/2007 | Goud     |             |        |               |            |
| 2007/2008 | Brons    |             |        |               |            |
| 2008/2009 | 5e       |             |        |               |            |
| 2009/2010 | 4e       |             |        |               |            |
| 2010/2011 | Zilver   |             |        |               |            |